# 매그너슨 법
매그너슨 법(Magnuson Act) 또는 1943년 중국인 배척 폐지법(Chinese Exclusion Repeal Act of 1943)은 미국 워싱턴의 하원의원(이후 상원의원) 워렌 G. 매그너슨이 제출하고, 1943년 12월 17일 서명된 이민 규제법이다.

## 내용
이 법은 1882년 〈중국인 배척법〉 제정 이후 중국인의 이민을 최초로 허용하고, 이미 국내에 들어와 살고 있는 중국인이 귀화 시민이 될 수 있도록 중국인의 이민을 일부 허용하였다. 이 법은 1790년 〈귀화법〉 이후 어떠한 아시아인도 귀화를 허용할 수 있도록 최초의 정점을 찍었다. 그러나 〈매그너슨 법〉은 중국 민족에 대한 자산의 소유와 상업을 금지하는 연속성을 견지하였다. 많은 주에서, 중국계 미국인(미국 시민을 포함한)은 자산의 개인소유권을 법적으로 부정당했고, 사실 상 1965년 매그너슨 법 자체가 완전히 폐지될 때까지 자산을 소유하지 못했다.
매그너슨 법은 중국이 공식적으로 제2차 세계대전에서 미국과 연합국이 된 지 2년 후에 1943년 12월 17일 통과되었다. 비록 많은 부분에서 긍정적인 발전을 이루었지만, 여전히 중국인 이민을 부분적으로 제한하였으며, 연간 신규 입국 비자를 105개로 제한했다. 쿼터는 1924년 이민법에 의해 결정된 것으로 추정되며, 이 법은 1890년대 미국에 이미 살고 있는 각 나라별 인구의 2%로 이민을 한정하였다. 그러나 연간 중국인 도착자 105명이라는 숫자는 턱없이 낮았다. (계산대로라면 중국인들의 쿼터는 연간 2,150명이 되어야 했다.) 공식 인구 조사 수치에 의하면, 1890년 미국에 살고 있던 중국인 인구는 107,488명이었다. 계산 방법의 오류에도 불구하고, 미국 이민이 허용된 중국인 이민자 수는 다른 나라와 민족의 승인된 이민자 비율보다 턱없이 낮았다. 중국인 이민자들은 이후 1965년 이민과 귀화 서비스 법의 통과로 늘어났다.